# Stiefelbrunnen (München)
Der Stiefelbrunnen ist ein Springbrunnen im Petuelpark in München. Er stammt vom Schweizer Künstler Roman Signer und wurde 2004 aufgestellt. Der Brunnen ist Teil einer insgesamt zweiteiligen Brunnenanlage „Zwei Paar Stiefel“. Ein Paar Gummistiefel steht auf einer Kiesbank, die vom Nymphenburg-Biedersteiner Kanal umflossen wird. Aus diesem Stiefelpaar schießt in unregelmäßigen Zeitabständen eine sieben Meter hohe Fontäne. Einige Meter entfernt davon steht ein weiteres Paar Gummistiefel, aus dem im Sommer kalte Luft strömt.